# Ludwigstal
Ludwigstal ist ein Stadtteil von Tuttlingen im Landkreis Tuttlingen in Baden-Württemberg.

## Geographie

### Geographische Lage
Ludwigstal liegt nahe der Donau auf der rechten Flussseite, direkt am Hang zum Leutenberg, auf 638 m. Die Ruine Wasserburg liegt direkt darüber.

### Verkehr
Die Landesstraße L277 geht an der Siedlung vorbei und führt dann über die Ludwigstaler Straße und Stuttgarter Straße zur Bundesstraße 523 und Bundesstraße 14. Bis zur Errichtung der Donaubrücke beim Ludwigstal 1956 blieb der Verkehr aus Nendingen rechts der Donau durch das Ludwigstal am Leutenberg entlang nach Tuttlingen. Aufgrund vorhandener Tragfähigkeitsdefizite sowie des schlechten Bauwerkszustand der Donaubrücke ist eine Teilerneuerung der Brücke ab 2025 geplant.
Es gibt nur den Straßennamen Ludwigstal mit einer Nummerierung der Häuser. Nur ein Haus liegt nördlich der L277. Über die Stadionstraße zum Donaustadion (nur für Fuß- und Radverkehr, bis zur Errichtung der Nendinger Allee war dies der Donauradweg) ist das Ludwigstal mit dem ebenfalls rechts der Donau liegende Tuttlingen verbunden.
Über den öffentlichen Verkehr ist das Ludwigstal an der Haltestelle Schwäbische Hüttenwerke der move-Linie 310 angeschlossen. Zusätzlich verkehren Stadtbusse zur Haltestelle Ludwigstal Kreisverkehr auf der linken Donauseite.

## Geschichte
Ludwigstal wurde 1694 auf dem Tuttlinger Stadtgebiet mit der Eröffnung der Schwäbischen Hüttenwerke durch den württembergischen Herzog Eberhard Ludwig gegründet und dann nach ihm benannt. Der Standort wurde gewählt, weil er nicht direkt im Stadtgebiet aber direkt an der Donau lag und auf den Äckern zwischen Tuttlingen und Nendingen sowie auf der Hegau-Hochfläche Bohnerze in roher, blanken Form zu finden sind.
Zwischen 1827 und 1831 war der spätere Wirtschaftspolitiker Ferdinand von Steinbeis Hüttenschreiber im Ludwigstal.
Bis 1880 wurde das Ludwigstal als eigenständiges Dorf unter der Administration von Tuttlingen angesehen, das lag vor allem an der relativ weit entfernten Lage zur Stadt selbst. So liegt es 2,5 Kilometer vom ehemaligen Stadtrand (bei der Kirche St. Gallus) und 2,2 Kilometer von Nendingen entfernt. Heute gehört das Ludwigstal zur Kernstadt Tuttlingen. Seit den 1990er Jahren ist das Ludwigstal an das Stadtgebiet angeschlossen, was durch die Schaffung des Industriegebiets Rudolf-Diesel-Straße / Gewerbegebiet Nord und den Bau der Südtangente „Nendinger-Allee“ geschah. Das Ludwigstal ist nunmehr lediglich durch die Donau von der restlichen Kernstadt getrennt.
Früher wurden in den Schwäbischen Hüttenwerke im Ludwigstal vor allem Roheisen, Öfen und Platten gegossen. Bis in die 1990er Jahre hinein wurden noch Spezialgegenstände, wie Familienwappen gegossen und später per Hand veredelt.
Durch eine umfassende Umstrukturierungsmaßnahme hat sich der Konzern im Werk Ludwigstal ausschließlich auf innen belüftete Bremsscheiben von Premiumherstellern (z. B. Porsche, Audi und BMW) spezialisiert und sich so in die starken schwarzen Zahlen zurückgebracht. Nach dem Guss im Ludwigstal werden die Bremsscheiben im 2002 errichteten Werk im Gewerbepark take-off Neuhausen nachbearbeitet. Die Verwaltung befindet sich heute in Wasseralfingen.

### Einwohnerzahl
Die Einwohnerzahl von Ludwigtal war stets vom wirtschaftlichen Erfolg der Schmelze abhängig. Heute hat der Wohnplatz rund 100 Einwohner, wobei der Anteil der Ausländer relativ hoch ist.

## Religion
Früher sind die katholischen Ludwigstaler nach Nendingen in die Kirche gegangen. Diese Verbundenheit und die Nähe sorgten auch dafür, dass traditionell viele Nendinger in der Schmelze arbeiten.

## Persönlichkeiten

### In Ludwigstal geboren
- Friedrich Christoph Mayer (1762–1841), Konsulent des Ritterkantons Odenwald, Großherzoglich Hessischer Hofrat
- Hermann Mattheiß (1893–1934), SA-Führer und Polizist sowie einer der Getöteten des sogenannten Röhm-Putsches